# Ščedem, Žihpolje
Ščedem (nemško Tschedram) je naselje v Občini Žihpolje v Okraju Celovec-dežela na Koroškem v Avstriji.